# Jirny
Jirny är en ort i Tjeckien.   Den ligger i regionen Mellersta Böhmen, i den centrala delen av landet, 20 km öster om huvudstaden Prag. Jirny ligger 249 meter över havet och antalet invånare är 1 366.
Terrängen runt Jirny är platt.Runt Jirny är det ganska tätbefolkat, med 65 invånare per kvadratkilometer. Närmaste större samhälle är Žižkov, 18,1 km väster om Jirny. Trakten runt Jirny består till största delen av jordbruksmark.